# Campionato europeo di taekwondo 2015
Il Campionato europeo di taekwondo 2015 è stato la 1ª edizione della competizione riservata alle sole categorie olimpiche. Si è svolto a Nal'čik, in Russia, dal 26 al 29 marzo 2015.

## Medagliere
| Pos. | Paese       | Oro | Argento | Bronzo | Totale |
| ---- | ----------- | --- | ------- | ------ | ------ |
| 1    | Turchia     | 4   | 0       | 0      | 4      |
| 2    | Russia      | 2   | 1       | 5      | 8      |
| 3    | Svezia      | 1   | 1       | 0      | 2      |
| 4    | Portogallo  | 1   | 0       | 0      | 1      |
| 5    | Croazia     | 0   | 2       | 3      | 5      |
| 6    | Serbia      | 0   | 1       | 1      | 2      |
| 7    | Armenia     | 0   | 1       | 0      | 1      |
| 7    | Azerbaigian | 0   | 1       | 0      | 1      |
| 7    | Moldavia    | 0   | 1       | 0      | 1      |
| 10   | Polonia     | 0   | 0       | 2      | 2      |
| 11   | Cipro       | 0   | 0       | 1      | 1      |
| 11   | Francia     | 0   | 0       | 1      | 1      |
| 11   | Italia      | 0   | 0       | 1      | 1      |
| 11   | Norvegia    | 0   | 0       | 1      | 1      |
| 11   | Ucraina     | 0   | 0       | 1      | 1      |
|      | Totale      | 8   | 8       | 16     | 32     |

## Podi

### Maschili
| Specialità      | Oro                | Argento         | Bronzo                            |
| Fino a 58 kg    | Rui Pedro Bragança | Stepan Dimitrov | Dylan Chellamootoo Ruslan Poiseev |
| Fino a 68 kg    | Berkay Akyol       | Filip Grgić     | Karol Robak Michał Łoniewski      |
| Fino a 80 kg    | Yunus Sarı         | Arman Yeremyan  | Al'bert Gaun Said Ustaev          |
| Oltre gli 80 kg | Vladislav Larin    | Radik İsaev     | Vedran Golec Marko Đuričić        |

### Femminili
| Specialità    | Oro                    | Argento           | Bronzo                          |
| Fino a 49 kg  | Rukiye Yıldırım        | Tijana Bogdanović | Lucija Zaninović Erica Nicoli   |
| Fino a 57 kg  | Nikita Glasnović       | Milana Drjamova   | Julija Volkova Despina Pilavaki |
| Fino a 67 kg  | Anastasija Baryšnikova | Elin Johansson    | Marina Sumić Arina Životkova    |
| Oltre i 67 kg | Nafia Kuş              | Iva Radoš         | Maryna Konjeva Tina Røe Skaar   |